# Æthelwynn
Æthelwynn (auch: Ethylwyn, Ethylwynn oder Ethelwynn, * 10. Jahrhundert) war eine angelsächsische Adelige. Bekannt ist sie durch ihre Begegnung mit Dunstan von Canterbury. Der Biografie Dunstans zufolge war Æthelwynn eine Textilkünstlerin.

## Leben
Über das Leben von Æthelwynn ist sehr wenig bekannt. Nach der Biografie des Dunstan von Canterbury bat Æthelwynn Dunstan um ein Design für eine Stola, die sie später mit Gold und Edelsteinen verzieren wollte. Ferner soll Dunstan bei seinem Besuch bei Æthelwynn seine Harfe gespielt haben, um Æthelwynn und ihre Dienerinnen bei ihrer Arbeit zu unterhalten. Nach der Erzählung soll die Harfe an einem Tag an der Wand gehangen haben, wo sie auf wunderbare Weise von allein spielte. Dies versetzte Dunstan, Æthelwynn und ihre Dienerinnen so sehr in Erstaunen, dass sie ihre Handarbeit vergaßen und sich erstaunt anstarrten.
Die Quelle erlaubt keine eindeutige Feststellung, welche Rolle Æthelwynn bei der Erstellung von Textilkunst gespielt hat. Die Historikerin Elisabeth Coatsworth sagt dazu, dass sich das Verhältnis von Auftraggeber, Designer und Ausführendem in der Kunst der angelsächsischen Zeit nicht immer eindeutig bestimmen lasse. So gibt es einerseits aus der Periode Belege für eine professionelle Stickerin, Leofgyth von Knook, Wiltshire, die unter anderem für Mathilde von Flandern, Ehefrau von König Wilhelm I. von England, arbeitete. Andererseits gab es adelige Frauen wie Edith von Wessex, Königsgemahlin von König Eduard dem Bekenner, und Ælfflæd, Königsgemahlin von König Eduard dem Älteren von England, die für ihre Stickereiarbeiten bekannt waren. Zumindest in Æfflæds Fall sei aber klar, dass sie eher Auftraggeberin als Ausführende war. Viele überlieferte Stickereien seien so aufwendig und benötigten so viele Arbeitsstunden, dass es auch unwahrscheinlich sei, dass nur eine Frau daran gearbeitet habe, stellt Coatsworth fest. C. R. Dodwell hält es für bezeichnend, dass die Dienerinnen Æthelwynns in der legendenhaften Geschichte um Dunstans Harfe genannt werden. Dodwell sieht dies als Indiz, dass Æthelwynns Dienerinnen an der Stickereiarbeit einen beträchtlichen Anteil hatten.
Judy Chicago widmete Æthelwynn eine Inschrift auf den dreieckigen Bodenfliesen des Heritage Floor ihrer 1974 bis 1979 entstandenen Installation The Dinner Party. Die mit dem Namen Ethylwyn beschrifteten Porzellanfliesen sind dem Platz mit dem Gedeck für die Gandersheimer Kanonisse Hrotsvit zugeordnet.